# 紀五倫
紀五倫（1603年—1644年），字秉彝，號天階，浙江寧波府鄞縣人，明朝政治人物。

## 生平
紀五倫是明初文人紀宗德的後裔，父親紀茂成官至中書舍人；他天資聰穎，讀書過目不忘，於天啟四年（1624年）中舉人，崇禎四年（1631年）成辛未科進士 ，礼部观政，授宁国府推官，五年六月丁忧去职。八年起复，獲授饒州推官。當地有兩夫婦在護聖寺工作，僧人計畫奪取妻子而殺死其丈夫，燒毀骸骨埋在井底；妻子向縣官控告僧人，僧人則賄賂縣官。紀五倫到任後，妻子向他哭著伸冤，於是他抓拿僧人行刑，供出實情，立即前往寺後的井底取回丈夫骸骨，僧人亦伏法。很快他因父親逝世辭官，九年後去世，年四十二歲。

## 引用
1. 1 2  光緒《鄞縣志·卷三十九·人物傳十四》：紀五倫，字充彝，號天階，宗德之後。父茂成，中書舍人。五倫天資頴悟，讀書過目成誦 紀厯元撰《行述》 ，崇禎四年成進士，授饒州推官 錢志。有夫婦二人傭工護聖寺，僧欲謀其妻殺其夫，積薪焚之，埋骨井底；妻控縣，僧賂當事獄久不成，及五倫至，妻號泣求伸冤。五倫擒僧刑之，遂得其情，即往寺後水底獲其夫骨，置僧於法。旋丁外艱，歸九年卒，年四十二。 《行述》
2. ↑  光緒《鄞縣志·卷二十二·選舉表三》：（天啟）四年甲子（舉人）……紀五倫
3. ↑  《崇祯四年辛未科三百五十名进士履历》：紀五倫，秉彝，易四房，丁未十一月初九日生。鄞县人，甲子九十三名，會九十九，三甲十九名。礼部政，授宁国府推官，壬申六月丁忧，乙亥補饒州府推官，本年丁忧。曾祖鉞，庠生。祖光祖，庠生授训导。父茂成，贡士、中书舍人。